# Dagbladet Børsen
 For alternative betydninger, se Børs (flertydig). (Se også artikler, som begynder med Børs)
Dagbladet Børsen, oftest blot Børsen, er et dansk dagblad, der udkommer mandag til fredag på print og i weekenden digitalt. Avisen har fokus på erhvervs- og finansstof, men dækker også politik, samfundsøkonomi, bolig og livsstil. Huset udgiver desuden ledelseshåndbøger, livsstilsmagasinet Pleasure samt businessmagasiner såsom Forbes, Ejendomme, Firmabilen og Børsen Top1000.
Børsen blev grundlagt i 1896. Virksomheden var fra 1969 fuldt ejet af svenske Bonnier, som frasolgte 49,9% til JP/Politikens Hus i 2017.
Ansvarshavende chefredaktør har siden 1. juni 2025 været Nikolaj Sommer.

## Dagbladet Børsens historie
Bladet grundlægges i 1896 af vekselerer Theodor Green som ugeblad for Grosserer-Societetet, men udvikler sig over en 3-årig periode til et dagblad. Fra begyndelsen var avisen fri af politiske bindinger, hvilket var usædvanligt på den tid.
Samtidig etableres et forlag. To unge jurister, Holmer Green og Hendrik Stein, overtog bladet i 1901 og Stein var chefredaktør til sin død i 1944. I 1909 ophørte forbindelsen til Grosserer-Societetet, og avisen fortsatte på et borgerligt-liberalt grundlag.
Efter en krise erhvervede Bonnier-koncernen i 1969 49% af A/S Forlaget Børsen og med erhvervsjournalisten Erik Rasmussen og advokaten Christian Lillelund ved roret bliver bladet ført videre; fra 1970 i det praktiske tabloidformat, der hidtil har været forbeholdt formiddagspressen. Bonnier har desuden brugt Børsens koncept til at udvikle en række erhvervsaviser i Østeuropa.
I 1985 etableres som et af flere erhvervsmagasiner Børsens Nyhedsmagasin, der i 2002 blev solgt til Det Berlingske Officin.
I slutningen af 1990'erne satsedes hårdt på erhvervsstoffet, hvilket resulterede i stigende oplag og konsolidering af virksomheden. I 1996 solgtes de resterende aktier til Bonnier, og Børsen blev dermed det første danske dagblad med rent udenlandske ejerinteresser. Samme år blev den hidtidige politiske redaktør Leif Beck Fallesen chefredaktør samt administrerende direktør. Fra 1993 skiftede Børsen fra almindeligt hvidt avispapir til den karakteristiske laksefarvede, også kaldet "financial pink".
I 2016 ville Bonnier sælge hele Dagbladet Børsen. JP/Politikens Hus A/S tilbød at købe dagbladet i en fusion. Konkurrencerådet meddelte uden at have behandlet sagen, at rådets foreløbige vurdering ville være, at virksomheden ville være blevet så stor, at det kunne skade konkurrencen på dagbladsmarkedet. Tirsdag den 24. januar 2017 meddelte JP/Politikens Hus A/S, at en ejerandel på 49,9% af Dagbladet Børsen ville blive erhvervet for 400 millioner kroner. Bonnier beholdt en kontrollerende aktiepost på 50,1%.} I oktober 2023 introducerede Børsen et nyt system, som automatiserer store dele af layout-processen vha. kunstig intelligens.

## Gazellevirksomheder
Dagbladet Børsen gennemfører hvert år en undersøgelse af de hurtigst voksende virksomheder i Danmark – gazellevirksomhederne. Børsens definition på en gazelle er kort fortalt: En virksomhed, der i løbet af de seneste fire regnskabsår har haft kontinuerlig vækst i omsætning eller bruttoresultat, og som samlet set har mere end fordoblet omsætningen eller bruttoresultatet i perioden. Kåringen er således et bevis på virksomhedens samlede vækst i årene op til titelåret. Undersøgelsen begyndte i 1995 og Dansk Sprognævn har sidenhen anerkendt "gazelle" som et nyt ord i dansk for en virksomhed i vækst.

## Chefredaktører
- Theodor Green,[9] (1896 – 1901)
- Hendrik Stein,[10] (1901 – 1944)
- P. Koch Jensen,[11] (1944 – 1970)
- Erik Rasmussen,[12] (1970 – 1975)
- Uffe Ellemann-Jensen,[13] (1975 – 1976)
- Jan Cortzen,[14] (1976 – 1996)
- Leif Beck Fallesen,[15] (1996 – 2010)
- Anders Krab-Johansen,[16] (2011 – 2017)[17]
- Bjarne Corydon,[18] (2018 – 2025)
- Nikolaj Sommer (2025 – )

## Læsertal

### Udvalgte år siden 2010
Avisen udkom pr. 1. halvår 2013 i 59.752 eksemplarer og blev læst af 159.000.
I 2017 havde Børsen 123.000 læsere, men i 2018 læste 108.000 personer Dagbladet Børsen.
I årene 2017-19 er Børsens læsertal faldet fra 125.000 til 112.000 personer.
Ifølge Gallup mistede Børsen ca. 50.000 ugentlige læsere i perioden 2018 - 2020.